# Тулан
 Тази статия е за българското предприятие.  За тюркския каган вижте Тулан (Тюркски каганат).  
„Тулан“ е първата българска фабрика за производство на радиоапарати.
Основана е през 1927 Бургас, след приемане и обнародване на Закон за радиото (ДВ, бр.29 от 10 май 1927 г.), с който се разрешава в България да има радиопромишленост. Фабриката е регистрирана в търговския регистър на областния съд в Бургас под номер 1346/1927 г.

## Създатели на фабриката
Създатели на фабриката са братята Светозар Матеев Пренеров и Веселин Матеев Пренеров. Светозар завършва вечерно техническо училище във Франция. Името „Тулан“ е вдъхновено от името на американска фирма, която по това време вече е прекратила дейността си. Абревиатурата „ТУЛАН“ със значение „Трудолюбие и Упоритост Лансират Активност и Напредък“ била и семеен девиз на двамата братя. Техният полубрат Иван Пренеров е работил като счетоводител във фабриката.
Отначало заради тогавашното законодателство в България Светозар и Веселин Пренерови били принудени да регистрират в Бургас не индустриално предприятие, а само занаятчийска работилница. Сложили ѝ „странното“ име „Електрон“. През 1925 г. започва производството на линейни радиоапарати под името „Универсал“, със скала, на която била нарисувана картата на Европа. Линейни апарати е правил и когато била регистрирана и започнала работа фабрика „Тулан“, с тази марка, но за много кратък период. Бързо конструирал и пуснал суперхетеродинните серии, включващи модели, в класовете от първо и второ поколение, „Тулан 5“ – последен апарат с вертикална кутия, „Камер“, „Класик“, „Комфорт“, „Пиколо“, „Виола“, „Турист“ и други, в батериен и мрежов вариант на захранване. "Пиколо“, „Виола“, създадени през 1940 г., са били модерно развити варианти на моделите 141 и 147. „Турист“ е бил новост – преносим приемник, предназначен за туристическия пазар в Европа. Но поради развихрилата се Втора световна война и последвалата политическа промяна в България предвидените серии не били осъществени. Били произведени само по около 200 радиоапарата. През 1941 г. Светозар Пренеров монтирал в личния си автомобил „Опел“ тестов радиоприемник и възнамерявал да произвежда и автомобилни радиоприемници – сензация за времето.
Верен съратник на Светозар Пренеров е англичанинът инж. Чарлз Ролф Монро, случайно озовал се в Бургас около 1935 година и останал в България единствено заради фабрика „Тулан“.

## Фабрика „Тулан“
„Тулан“ (TULAN) е първата българска радиофабрика. Всички радиоапарати с наименованията „Универсал“ и „Тулан“ са оригинални продукти на българската фабрика. Повечето от запазените модели са произведени предимно след 1930 – 1935 година.
Заблуда е, че „Тулан-Комфорт“, модел 460, 560 и 660, 1936–1941 г., е бил направен по лиценз на „Блаупункт 4w77“, който се е появил по-късно и само през 1937 г. При това единствен без емблематичната синя точка върху скалата му и с име, което не е написано с фирмения шрифт на „Блаупункт“. Тези модели на „Тулан“ и „Блаупункт 4w77“ нямат нищо общо, като схема и като фабрична изработка, освен прилика във външния вид. Дясната част на дизайна на кутията на „Тулан-Комфорт“, където е разположен високоговорителят, е различен. „Тулан“ се е появил на пазара с дързък, нов, красив и необичаен за тогавашната радиомода вид, което е предизвикало появата на подобия на конкурентни производители. За щастие на българския продукт подобията в рамките само на година секнали. „Тулан“ успешно поддръжа този стил на дизайн в разни варианти (например „Тулан Камер“, модел 640, 1936–1937 г., модел 650-1939-1941, „Тулан Класик“, модел 7, 630, 1936–1938 г.) продължително време с цел да наложи името си и чрез приятно, дълго присъстващо на пазара и запомнящо се определено „радиолице“. „Тулан“ не напускал прибързано този дизайн и защото осигурявал много добра акустика, тон и тембър. Обработката на дървото е специално решение на „Тулан“. Бакелитът е недопустим.
Пренерови считали, че постигната добра дървена кутия на вид, акустика, тон и тембър, не бива току-така да се изоставя заради търговията и модата. Тя трябва така да е направена и така да изглежда, че да е силно актуална за продължително време, защото е продукт на дългогодишен изследователски и експериментален труд, както цигулката. Трябва време, за да я замести друга дървена кутия. Вътрешностите на кутията, напротив, трябвало да се сменят бързо, защото просто всеки следващ ден раждал ново инженерно и конструктивно решение, принципи, материали и елементи от все по-авангардни поколения.
С друг също така успешен радиофоничен дизайн са суперхетеродинни модели 220, 240, 320, 340 и малките 141, 145, 147, които са произвеждани между 1934 и 1941 г.
През 2017 г. Съюзът на българските художници издаде том 3 – „Дизайн“  на поредицата „Българското изкуство 120 години“
Корицата и гърба на книгата е оформена на базата на дизайн на радиоапарат „Тулан“.
Радиоапаратът е представен на страница 22
Да поведеш разказа за изкуството на дизайна в България с дизайна на „Тулан“, е дълбок поклон пред делото на неговите автори – братята Светозар и Веселин Пренерови.

## Качество на радиоприемниците
Радиоапаратите „Тулан“ били евтини и стабилни, с прецизна селективност и комфортен тон, с много оригинални, патентни решения в тях, които дават значителни предимства в конкурентната среда на радиопазара. Странен е и начинът за продажба: купувачите плащат цената на радиоприемника едва след 4-месечна пробна експлоатация у дома или в учреждението, след като се уверят, че са купили нещо добро. От 1931 г. до 1941 г. в гаранционен срок са върнати за поправка само 6 броя радиопарати и то поради неправилна експлоатация. Били заменени веднага с нови.
Фирмата „Тулан“ печели държавни и обществени поръчки – на пощите, на железниците, на общините, на отбраната, на учителите. Журито е настанявано пред завеса, зад която били наредени апаратите за конкурса. То не е знаело реда на подреждането, който постоянно се променял. Техници зад завесата последователно пускали от конкурсните апарати говор и музика от възможно най-далечно разположени станции. Журито слушало тона, преценявало селективността и класирала чутото. Отделна група от инженери оценявала схемите на хартия и изпълнението им на шаситата, за да установят качеството на конструирането и изработката. По тях не можело да се чете марката на приемника. На тези конкурси, например през 1937 г. (Протокол от 10 юли 1937 г.) и 1939 г. (Протокол №3 от 31 януари 1939 г.), „Тулан“ побеждава марки като „Оптальове“, „Радио Менде“, „Кьортинг“, „Телефункен“, „Саксен-Верке“, „Олимпия“, американския „Пилот“ и др.
Всички части, с изключение на радиолампите, се произвеждали във фабрика „Тулан“. Радиолампите са били купувани от "Philips".

## Други производства
След 1944 година, с кабелите, произведени във фабрика „Тулан“ е възстановена значителна част от електрическата мрежа на София, която е тотално засегната по време на бомбардировките през Втората световна война.
„Тулан“ в Бургас създава първите специалисти в България, мъже и жени, които проправят проспериращия път на българската радиопромишленост.
Освен радиоапарати и проводници фабрика „Тулан“ е произвеждала разни електрически машини и съоръжения за промишлеността и енергетиката, изграждала е електропреносни мрежи и инсталации за индустрията, учреждения и бита.

## Прекратяване на производството
Фабрика „Тулан“ е национализирана през 1947 г.
Светозар Пренеров почива на 52-годишна възраст, съкрушен от ударите, които политическият режим несправедливо му е нанесъл тогава.
За фабрика „Тулан“ и нейните създатели има отредено достойно място в двутомната „История на българското радио“ на проф. В. Димитров. Там е цитирана и кореспонденция на автора със сина на Светозар - инж. Емил Пренеров, сега покойник, с която се уточняват факти от историята на „Тулан“. Инж. Емил Пренеров е дългогодишен преподавател по микроелектроника в техническия институт в Бургас и изобретател. Инж. Емил Пренеров е учител в Механотехникум гр. Бургас (сега ПГМЕЕ) в периода от 1981-1985 по автоматика на производството и неофициално по електроника. Той е почетен гражданин на град Бургас.